# Paciorkowcowe zapalenie gardła
Paciorkowcowe zapalenie gardła, zwane także bakteryjną infekcją gardła i migdałków (ang. streptococcal pharyngitis, strep throat) – choroba spowodowana przez bakterie paciorkowca grupy A, które atakują gardło, migdałki i czasem krtań. Typowe objawy to gorączka, ból gardła oraz obrzęknięte węzły limfatyczne szyjne. Paciorkowcowe zapalenie gardła stanowi 37% chorób gardła u dzieci.
Choroba rozprzestrzenia się poprzez bliski kontakt z osobą chorą. Aby zdiagnozować paciorkowcowe zapalenie gardła, należy wykonać posiew wymazu z gardła, jednak decyzję o rozpoczęciu leczenia można podjąć na podstawie objawów. W wielu przypadkach zastosowanie antybiotyków służy zarówno zapobieganiu powikłaniom (takim jak gorączka reumatyczna), jak i skróceniu czasu trwania choroby.

## Objawy
Typowe objawy paciorkowcowego zapalenia gardła to ból gardła, gorączka przekraczająca 38 °C, ropny nalot na migdałkach i spuchnięte węzły limfatyczne.
Do innych objawów należą:
- ból głowy[4],
- wymioty lub mdłości[4],
- ból brzucha[4],
- ból mięśni[5],
- wysypka na ciele (podobna do tej występującej przy szkarlatynie) lub wybroczyny na podniebieniu – ten ostatni to rzadki, ale charakterystyczny objaw choroby[3].

Okres inkubacji i tym samym wystąpienia pierwszych objawów paciorkowcowego zapalenia gardła wynosi od jednego do trzech dni po kontakcie z chorym.

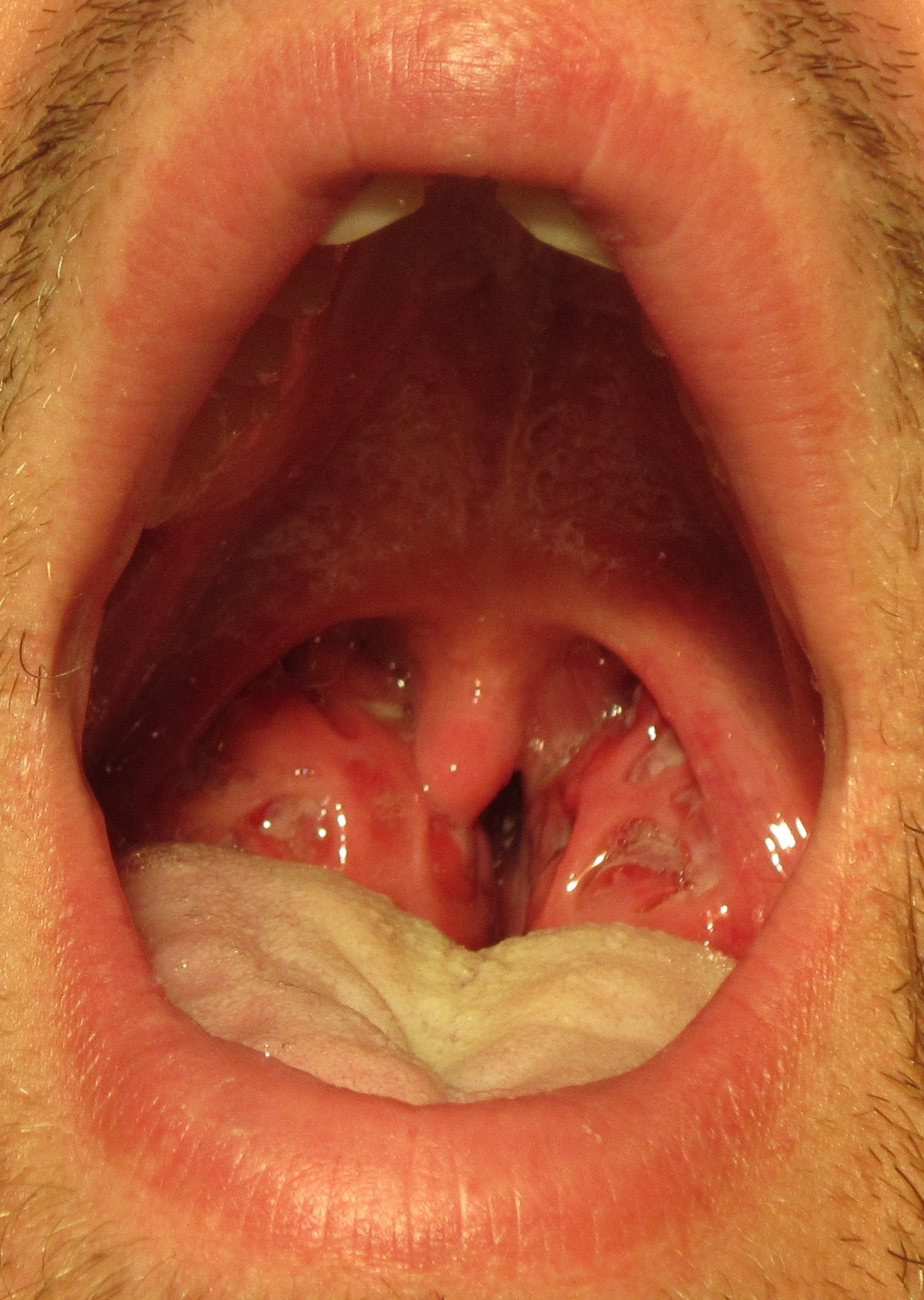
Przypadek paciorkowcowego zapalenia gardła. Widoczne powiększone migdałki oraz biały ropny nalot.
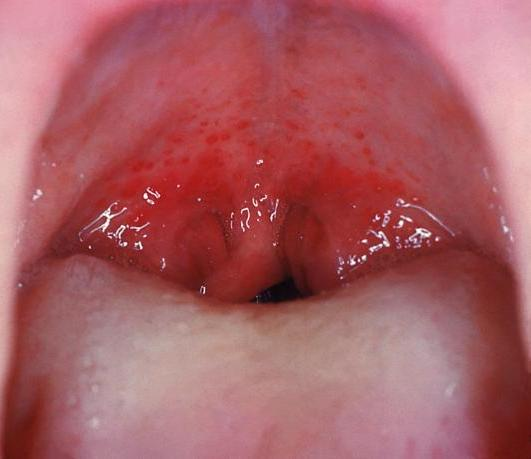
Przypadek paciorkowcowego zapalenia gardła. Widoczne wybroczyny na podniebieniu miękkim – czerwone plamki krwotoczne. Jest to rzadki, ale charakterystyczny objaw choroby[3].
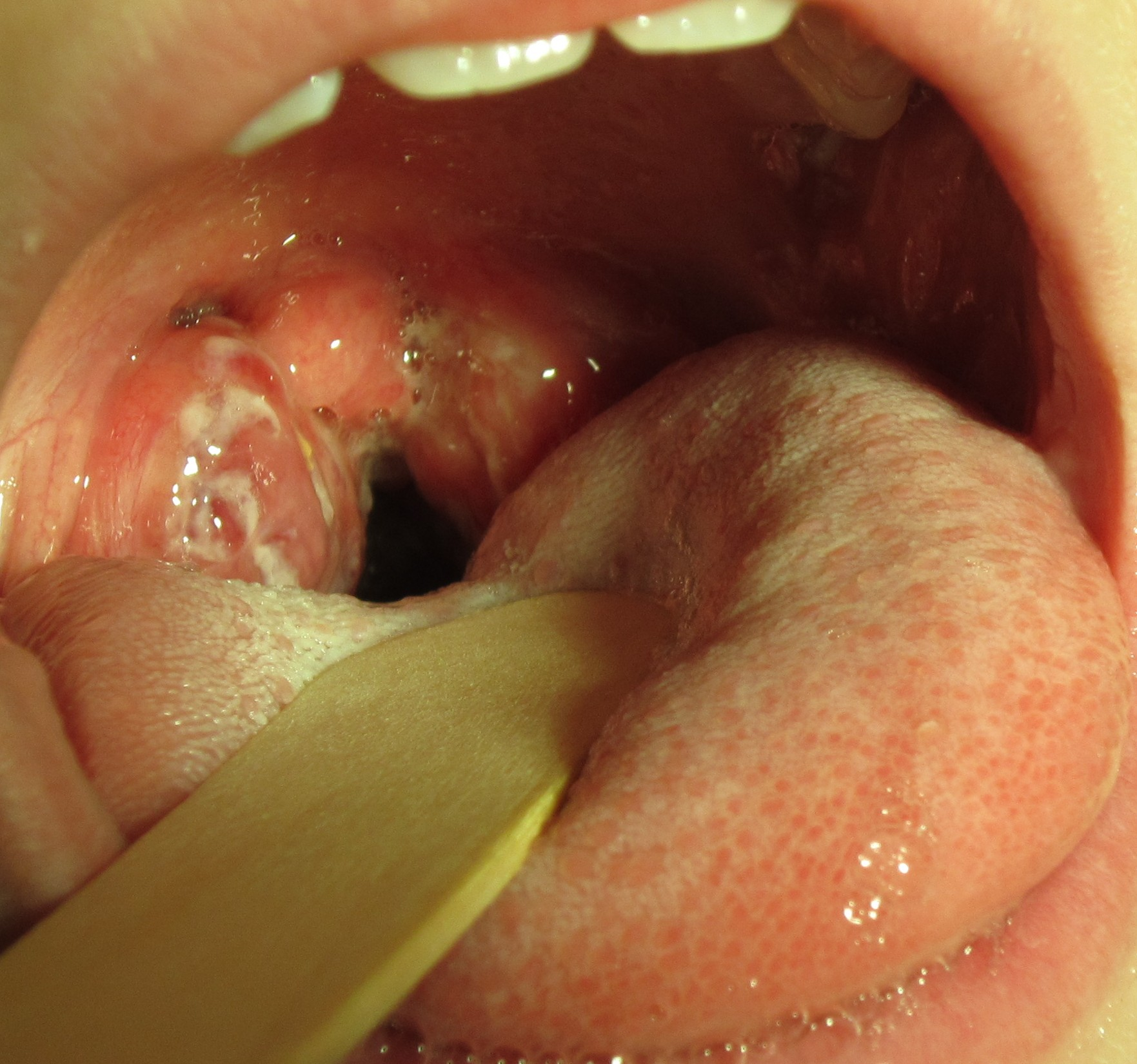
Przypadek paciorkowcowego zapalenia gardła u ośmiolatka. Widoczne powiększone migdałki we wgłębieniu gardła, pokryte białym ropnym nalotem.

## Etiologia
Paciorkowcowe zapalenie gardła powodują bakterie paciorkowca beta-hemolizującego grupy A (ang. GAS). Zapalenie gardła mogą powodować także inne bakterie, np. paciorkowce beta-hemolizujące innych grup czy mikroby (łac. fusobacterium). Do zakażenia paciorkowcem dochodzi poprzez bezpośredni kontakt z osobą chorą, a infekcja łatwiej się rozprzestrzenia w dużych skupiskach ludzkich, takich jak koszary wojskowe lub szkoły. Udowodniono, że wysuszone bakterie znajdujące się w kurzu nie powodują zakażenia chorobą, jeśli natomiast pozostają w środowisku wilgotnym, mogą prowadzić do zachorowań w okresie do 15 dni (przykładem jest pozostawanie bakterii na szczoteczkach do zębów). Rzadko mogą też przetrwać na produktach spożywczych, których konsumpcja może wywołać paciorkowcowe zapalenie gardła. Dwanaście procent dzieci, u których nie występują objawy paciorkowcowego zapalenia gardła i migdałków, jest zazwyczaj nosicielami bakterii GAS znajdujących się w gardle, a po leczeniu około piętnaście procent pozostaje nosicielami.

## Diagnostyka
| Punkty      | Prawdopodobieństwo zakażenia paciorkowcami | Leczenie                                                                |
| ----------- | ------------------------------------------ | ----------------------------------------------------------------------- |
| 1 lub mniej | <10%                                       | Nie wymaga antybiotykoterapii ani wymazu                                |
| 2           | 11–17%                                     | Antybiotykoterapia na podstawie wymazu lub szybkiego testu antygenowego |
| 3           | 28–35%                                     | Antybiotykoterapia na podstawie wymazu lub szybkiego testu antygenowego |
| 4 lub 5     | 52%                                        | Antybiotykoterapia bez wymazu                                           |

Lekarze podejmują decyzję o sposobie leczenia pacjenta z zapaleniem gardła na podstawie zmodyfikowanej punktowej skali Centora. Skala składa się z pięciu objawów klinicznych i wskazuje prawdopodobieństwo wystąpienia u pacjenta paciorkowcowego zapalenia gardła i migdałków.
Za każdy występujący objaw można otrzymać jeden punkt:
- brak kaszlu,
- powiększone węzły chłonne szyjne lub ich bolesność przy dotykaniu,
- gorączka powyżej 38 °C,
- ropny nalot lub obrzęk migdałków,
- osoba poniżej 15. roku życia (punkt ujemny przyznawany w przypadku osoby powyżej 44 lat).

### Badania laboratoryjne
Posiew wymazu z gardła jest najlepszą metodą diagnozowania choroby, jego czułość wynosi od 90 do 95%. Innym rodzajem badania jest szybki test antygenowy (RADT – ang. rapid antigen detection testing). Wynik szybkiego testu antygenowego otrzymuje się szybciej niż posiewu, ale jego czułość jest niższa (70%), a swoistość statystycznie równą do posiewu (98%).
Pozytywny wynik posiewu wymazu z gardła lub szybki test antygenowy w połączeniu z objawami stanowią pozytywną diagnozę w wątpliwych przypadkach. U osób nie skarżących się na wyżej wymienione objawy nie należy wykonywać żadnego z tych badań, ponieważ część populacji to nosiciele występujących w gardle bakterii paciorkowca grupy A, którzy nie odczuwają żadnych negatywnych skutków. Takie osoby nie wymagają leczenia.

### Przyczyny podobnych objawów
Niektóre objawy paciorkowcowego zapalenia gardła i migdałków są takie same, jak w przypadku innych chorób. Z tej przyczyny bez pobrania wymazu czy wykonania szybkiego testu antygenowego trudno określić, czy mamy do czynienia z przypadkiem paciorkowcowego zapalenia gardła. Gorączka, ból gardła, wraz z kaszlem, katarem, biegunką oraz czerwonymi i swędzącymi oczami bardziej by wskazywały na wirusowe zapalenie gardła. Z kolei mononukleoza zakaźna może również powodować powiększenie węzłów chłonnych szyjnych oraz ból gardła, gorączkę i obrzęk migdałków. W celu diagnozy należy wykonać badanie krwi. Zaznaczyć jednak trzeba, że nie istnieje żadna konkretna metoda leczenia mononukleozy zakaźnej.

## Zapobieganie
Zachorowalność na paciorkowcowe zapalenie gardła i migdałków wśród części osób jest wyższa niż wśród innych. Jedną z metod wyeliminowania u nich zapadania na tę chorobę jest zabieg usunięcia migdałków (tonsillektomia). Trzy lub więcej przypadków choroby w ciągu roku stanowi dobre uzasadnienie jego wykonania. Stosowne jest także przeczekanie wzmożonego okresu zachorowalności.

## Leczenie
Paciorkowcowe zapalenie gardła i migdałków zazwyczaj trwa kilka dni bez podejmowania leczenia. Natomiast terapia z zastosowaniem antybiotyków najczęściej powoduje ustąpienie objawów o 16 godzin wcześniej. Głównym powodem stosowania antybiotykoterapii jest zmniejszanie ryzyka wystąpienia takich komplikacji jak gorączka reumatyczna lub Ropień zagardłowy (nagromadzenia ropy w gardle). Antybiotyki dobrze spełniają swą rolę, jeśli zostaną podane w ciągu 9 dni od momentu wystąpienia objawów.

### Środki przeciwbólowe
Leki łagodzące ból są pomocne w przypadkach bólu powodowanego przez paciorkowcowe zapalenie gardła i migdałków. Zazwyczaj zawierają one NLPZ lub paracetamol, znany także jako acetaminofen. Podobnie skuteczne są sterydy, a także żelowa postać lidokainy. Aspirynę można podawać osobom dorosłym. Nie zaleca się podawania jej dzieciom, ponieważ zwiększa to ryzyko wystąpienia zespołu Reye’a.

### Antybiotyki
Penicylina V jest najbardziej powszechnie stosowanym w USA antybiotykiem w leczeniu paciorkowcowego zapalenia gardła i migdałków. Wynika to z tego, że penicylina V jest lekiem bezpiecznym, skutecznym i stosunkowo tanim. Amoksycylina jest z kolei zazwyczaj stosowana w Europie. Z uwagi na to, iż w Indiach prawdopodobieństwo zachorowania na gorączkę reumatyczną jest większe, w typowym przebiegu leczenia stosuje się tam podawaną przez wstrzyknięcie penicylinę benzatynową G. Antybiotyki skracają średni okres występowania objawów, których przeciętna długość wynosi 3 do 5 dni, o około jeden dzień. Leki redukują także rozprzestrzenianie się choroby. Leczenie jest stosowane głównie po to, aby obniżać ryzyko wystąpienia rzadkich powikłań, takich jak gorączka reumatyczna, ropień okołomigdałkowy, zapalenie skóry lub inne infekcje. Dobroczynne działanie antybiotyków powinno też zrównoważyć możliwe skutki uboczne. Antybiotykoterapii nie należy stosować u zdrowych osób dorosłych, które źle reagują na leki. Antybiotyki w leczeniu paciorkowcowego zapalenia gardła i migdałków są stosowane częściej niż można by oczekiwać, biorąc pod uwagę stopień ciężkości choroby oraz tempo, w jakim się rozprzestrzenia. W przypadkach osób cierpiących na silne uczulenie na penicylinę powinno się stosować erytromycynę (lub inne antybiotyki z grupy makrolidów). Cefalosporyny zaś mogą być stosowane u osób z mniej nasiloną alergią. Infekcje powodowane przez paciorkowce grupy A mogą także prowadzić do ostrego zapalenia kłębuszków nerkowych. Jednak zastosowanie antybiotyków nie zmniejsza prawdopodobieństwa zachorowania na tę chorobę.

## Rokowanie
Objawy paciorkowcowego zapalenia gardła zazwyczaj się nasilają w ciągu od 3 do 5 dni, bez względu na zastosowane leczenie. Podanie antybiotyków zmniejsza ryzyko wystąpienia powikłań oraz rozprzestrzeniania się infekcji. Dzieci i młodzież mogą powrócić do szkoły 24 godziny po przyjęciu pierwszej dawki antybiotyku.
Paciorkowcowe zapalenie gardła i migdałków może prowadzić do następujących powikłań:
- gorączka reumatyczna[4],
- szkarlatyna[21],
- zespół wstrząsu toksycznego[21][22],
- zapalenie kłębuszków nerkowych[23],
- popaciorkowcowe autoimmunologiczne dziecięce zaburzenia neuropsychiatryczne (ang. PANDAS)[23], powodujące szereg problemów emocjonalnych i behawioralnych.

## Prawdopodobieństwo zachorowania
Paciorkowcowe zapalenie gardła i migdałków zalicza się do szerszej kategorii zapalenia gardła, na które co roku w Stanach Zjednoczonych choruje 11 milionów osób. Choć większość przypadków powodowana jest przez wirusy, bakterie paciorkowca beta-hemolizującego grupy A są przyczyną od 15 do 30% przypadków zapalenia gardła u dzieci, zaś u dorosłych od 5 do 20%. Do zachorowań najczęściej dochodzi późną zimą oraz wczesną wiosną.